# A Cup of Coffee, a Sandwich and You
A Cup of Coffee, a Sandwich and You ist ein Popsong, den Al Dubin, Joseph Meyer und Billy Rose schrieben und 1926 veröffentlichten.

## Hintergrund
Al Dubin und Joseph Meyer schrieben den Song für die Charlot’s Revue of 1926.

## Erste Aufnahmen und spätere Coverversionen
Zu den Musikern, die den Song ab Ende 1925 coverten, gehörten Leo Reisman (Columbia), Fred Rich (Pathé), Mike Speciale and His Carleton Terrace Orchestra (Harmony), Roger Wolfe Kahn (Victor), Vincent Lopez, in Montreal Vera Guilaroff (Starck 391-B), in London Jack Hylton (HMV) und Percival Mackey (Columbia 3785).
Der Diskograf Tom Lord listet im Bereich des Jazz insgesamt 13 (Stand 2015) Coverversionen, u. a. in späteren Jahren von Matt Dennis, Rod Mason’s Savannah Orchestra und Jeff Healey.